# Bürgertelefon
Das Bürgertelefon ist die zentrale Auskunftsstelle einer Behörde bzw. der öffentlichen Verwaltung. Es unterscheidet sich damit in seiner einfachsten Form nicht wesentlich von den Telefonzentralen privater Unternehmen und grenzt sich ab von der Durchwahlnummer einer Abteilung oder eines bestimmten Ansprechpartners. Es kann ein Unterschied bestehen zu einer Hotline für allgemeine Auskünfte, beispielsweise zu Dokumenten, Anträgen oder Voraussetzungen für Leistungen, die aber keine fallspezifischen Auskünfte ermöglicht, für die an den entsprechenden Sachbearbeiter verwiesen wird. Die Hauptaufgabe eines Bürgertelefons ist hingegen die einfache und möglichst schnelle Weitervermittlung an zuständige Ansprechpartner, ohne dass der Anrufende hierzu die Durchwahl oder die Zuständigkeit innerhalb der Verwaltungsgliederung kennen muss. Außerdem sollen Bürgertelefone die Sachbearbeiter von einfachen Routinearbeiten entlasten. Vielfach werden die Durchwahlnummern deshalb nicht bekanntgegeben.
Die meisten Bürgertelefone sind Telefonzentralen einer einheitlichen Verwaltung, beispielsweise die Telefonzentrale einer Stadtverwaltung mit Zugang zu allen kommunalen Ämtern und Behörden. Mit zunehmender Digitalisierung sind in einigen Ländern behördenübergreifende Bürgertelefone entstanden, die zwischen einzelnen Behörden auch über mehrere Ebenen der Verwaltungsgliederung hinweg vermitteln. Sie erfüllen damit in der Europäischen Union die Funktion eines Einheitlichen Ansprechpartners im Sinne der EU-Richtlinie vom 12. Dezember 2006. In diesen Modellen ist neben einer technischen auch eine organisatorische Zusammenarbeit der teilnehmenden Ämter und Behörden nötig.
Die in Deutschland bekannteste überregionale Implementierung eines Bürgertelefons ist die Einheitliche Behördenrufnummer (115), über die Bürger in teilnehmenden Städten und Landkreisen vom kommunalen Amt bis hin zu Bundesbehörden Zugang zu allen Ämtern haben und die meisten Auskünfte erfragen können und teilweise einfache Anliegen telefonisch erledigen können.